# Encarna Beltrán-Huertas
Encarna Beltrán-Huertas es una compositora de música clásica y poetisa nacida en Madrid (España). Realizó sus estudios musicales en Valencia, en los Conservatorios «Joaquín Rodrigo» y «José Iturbi», con los profesores Carmen Calomarde, Santiago Sansaloni, Eduardo López-Chavarri Andújar, Ramón Cercós, Matilde Salvador, Manuel Seco y Salvador Chuliá entre otros. Es titulada de grado superior de armonía y composición y ejerce como profesora de solfeo y armonía en Valencia.

## Obra musical
La autora ha compuesto más de 200 obras de las cuales se incluyen algunas específicadas por tipo de obra:
Banda
- Poema bohemio
- Fantasía d’Eridani
- Himno para Algimia de Almonacid
Cámara
- Lágrima de adolescencia
- Temps
Coro de niños polifonía profana
- Soy el payasete
- Se ha perdido la luna
- Hablan de amor
- Se ha partido
- Cançoner de festes
Coro de niños polifonía religiosa
- Niño marinero
- Tin-Tan-Tin
- A la Verge flor
- Cançoner de nadal
- Se ha partido
Obras instrumentales
- Suite versus (violonchelo)
- Abenlied (2 trompetas, trompa, 2 trombones)
- Aire de nostalgia (saxo)
- Llanto a mi raíz (tres flautas)
- Pequeña fábula (oboe y clarinete Si b)
- Sueño de juventud (flauta y oboe)
- Amor de sol y luna (flauta y oboe)
- Tiempo de llanto (quinteto de viento-madera)
- Tiempo de soledad (flauta y guitarra)
- Ráfagas nocturnas
- Tonada
- Professó del Corpus
- Canto al atardecer (flauta)
- Lágrima de adolescencia (saxo y piano)
- Suite piccola (8 clarinetes y saxo)
- Díptico poético (para 2 guitarras)
- Improntus de luna llena (para 2 guitarras)
Orquesta y voz
- ¿Tú, me amas?
Orquestales
- Siete lunas
- Cantata «de la mano de Eros»
- Tres postales cacereñas
- Sinfonietta Alba
- Pinzellades de la tardor
- Pequeña fantasía
Orquestales para niños
- Elfo de Linfa (Poema sinfónico)
- Cantata de la mano de Eros (orquesta, solista y coro)
- Himno a Mérida
- Concierto a la Ciudad de Cáceres
- Himno al Círculo de Bellas Artes
Para cuarteto de cuerda
- Preludio y fugueta melancólica
- Voces de nada
Para flauta, clarinete, fagot, trompa y piano
- Oración sobre un amor mendigo
Para piano y violín
- Picola Suite de las noches
Para tenor y trío
- Oración de peregrino: flauta, clarinete y fagot
Piano
- Joc d’ensomnis
- Bagatelas de alma y quietud
- El circo (sonatina)
- Pupo
- La riña gris
Poemas corales con solistas
- La niña y el pescador
- No em deixes partir
- Canción de cuna para despertar a un negrito
- Peix del món
- Dime María
- Cançoner de festes
- Somos
- Los pinos enamorados
- Canción al pequeño Niño
Polifonía profana
- Son libres
- El meu netet
- Nana para dos niños
- Oshum
- Seguidillas del viento
- Pensamiento
- Canta marinero
- El chiriveje
- Fandango extremeño
- Esta noche ha llovido
- Quizá
- Sombra de tierra blanca
- Vente con nosotros niña
- Idilio
- Poemario junto al pentagrama
- Un petal
- Canción de amor
- Misterio
- El mar
- Madrigal
- Tríptico de ronda
- Romance al niño gitano
- Poema
- Noche
- Himno a los donantes de sangre
- Somos
Polifonía religiosa
- Nadal
- Niño Dios
- Pan de amor
- La hornerita
- Responsorio
- Antífona
- Padrenuestro aragonés
- Oración
- Un momento con Dios
- Peix del món
- Cuéntame María
- Misterio
- Arrullo
- Bona nit
- Estiu
- Caro mea
- O sacrum
- Salmo
- Son de espera
Voz y piano
- Todavía
- Arias ópera en preparación
- Rumor oculto
- De Amatorias
- De Numerarias
- Mi vieja alma
- Sombra en el mar
- Tus doce claveles
- Secuencias de mujer
- Cuando en mí te despliegas
- Como desvanecerme
- Obsesión
- Lloro por ti
- Rentability
Voz y Piano para Niños
- Pedazos de carbón
- Y sueña
Otras obras
- Nocturno
- Oración
- Triste sueño
- Osto
- Suite Altair (dedicada a Vallejo-Nájera y a Eduardo López-Chavarri)
- Canto a mi estrella
- Miniaturas para tecla
- Suite para el amante romántico
Tiene estrenadas varias obras, corales e instrumentales, en Valencia (Palau de la Música, Palacio de Congresos, Círculo de Bellas Artes, La Llotgeta-CAM), Sagunto, Segorbe, Murcia, Córdoba, Málaga, Jaén, Cáceres, Pamplona, Bilbao, y en Madrid en el Centro Cultural Conde Duque, Reina Sofía, Museo del Prado, Teatro de la Villa y en el Círculo de Bellas Artes.
Ha participado con su obra "Ternura" en los conciertos celebrados por el 70.º aniversario de la muerte de la poetisa  Alfonsina Storni organizados por la Asociación Mujeres en el Arte de Valencia y O2 Project. Estos conciertos se han realizado en Nueva York, Luxemburgo y Buenos Aires entre enero y julio de 2009.
Creadora de la Orquesta Enbel's del Círculo de Bellas Artes de Valencia.
Es Vicepresidenta de la Asociación de Compositores Sinfónicos Valencianos. Así como miembro de la Asociación de mujeres en la música.

## Discografía
En su haber tiene tres CD, donde están incluidas tres obras: «Todavía» para soprano y piano, «El Exilio de Tama» para tenor y piano, y «Joc d’ensomnis» para piano, realizados por las casas Somagic y Reflex.

## Poesía
Es coautora en los Certámenes de Segorbe con libros editados por la Consellería de Cultura de la Comunitat Valencia, siendo el último «Segorbe de luz y malva» (Antología). Ha escrito tres libros: «El reloj junto al silencio» (2 ediciones), «Cuentos y poemas de mamá Molli» (2 ediciones),«Hebras de madrugada».

## Premios
Como compositora musical ha obtenido tres premios de composición en España:
- 1986 con la obra "Professó del Corpus" (para quinteto).
- 1999 con la obra "Sinfonnieta Alba" (para orquesta).
- 2003 con la obra "Rosas" (para coro de voces blancas).

Ha ganado varios premios en Certámenes Poéticos: Galisteo (1990), Cáceres, Segorbe entre los años 1985 y 2002, unos 12 premios.

## Comentarios de críticos artísticos
En música de ella comentó el crítico fallecido Eduardo López-Chavarri Andújar: «espíritu abierto, ávida de saber, inquieta, tierna, y con exquisita sensibilidad». Y Manuel del Campo «El Sur» de Málaga comenta de Encarna Beltrán «se mueve con un sentido inspirado, moderno y poético». Y de su último libro "Hebras de madrugada" Rafa Marí dice:«Son poemas de amor,deseo,erotismo,soledad y lágrimas; algunos muy breves, todos densos y apasionados, y uno representativo de lo que se llama poesía visual. Son hermosos y con voz propia, con numerosas fotografías de Rocío Villalonga Campos, a mi entender muy sugestivas».

## Ediciones musicales
- BELTRÁN-HUERTAS, ENCARNA. Adagio para un caballero español. Valencia: Tot per l´aire (Serie La invisibilitat sonora, nº 4), 2022.